# Das schwarze Loch
Das schwarze Loch (Originaltitel: The Black Hole) ist ein Science-Fiction-Film der Disney-Studios aus dem Jahr 1979. Er wurde im Fahrwasser von Krieg der Sterne mit einem doppelt so hohen Budget produziert, 20 Millionen US-Dollar; der Erfolg war jedoch ungleich geringer. Der in 14 Monaten produzierte und für Disney ungewöhnlich düstere Film fällt, ähnlich wie der spätere Tron, in eine strategisch kritische Phase des Disney-Konzerns. Nach dem Tode Walt Disneys 1966 verlief sich die Firma unter der Führung von CEO E. Cardon Walker auch in Produktionen, die klar außerhalb des bisherigen Disney-Produktportfolios lagen. Das schwarze Loch war einer der ersten Disney-Filme, der einer Altersfreigabe unterlag. Der Film startete in Deutschland am 18. September 1980.

## Handlung
Das Forschungsraumschiff USS Palomino mit fünf Besatzungsmitgliedern und einem Roboter ist auf der Suche nach kolonisierbaren Planeten im Weltall unterwegs. Die Crew besteht aus Captain Dan Holland, Lieutenant Charles Pizer, Doktor Alex Durant, Doktor Kate McCrae und dem Journalisten Harry Booth. Der Roboter V.I.N.CENT. L.F.396 (Vital Information Necessary Centralized Labor Force 396), der mit seinen Kulleraugen und kindlicher Art an R2D2 und C3PO aus Star Wars erinnert, dient als eine Art Bordcomputer, kann aber menschliche Emotionen simulieren und telepathisch kommunizieren, was den Umgang mit ihm sehr erleichtert.
Unerwartet stößt das Forschungsschiff auf ein riesiges Schwarzes Loch, in dessen Gravitationssog das seit 20 Jahren vermisste Raumschiff USS Cygnus treibt, merkwürdigerweise von der Anziehungskraft des Schwarzen Loches unbeeinträchtigt. Doktor McCraes Vater war Crewmitglied und Erster Offizier auf dem Schiff. Das Team entschließt sich, das scheinbare Geisterschiff zu untersuchen.
An Bord empfängt sie der exzentrische und geniale Wissenschaftler und Kapitän der Cygnus, Dr. Hans Reinhardt. Außer ihm scheinen nur künstliche Lebensformen an Bord zu sein: Wach- und Kampfroboter sowie stumme Androiden mit schwarzen Umhängen und Spiegelflächen anstelle eines Gesichts, ferner Reinhardts neuester und überlegener Prototyp Maximillian. Die menschliche Crew wurde nach Reinhardts Angaben wegen einer früheren schweren Beschädigung des Schiffes durch Meteoriten vor vielen Jahren evakuiert und wollte zur Erde zurückkehren. Er sei daher seit vielen Jahren an Bord allein, seit Dr. McCraes Vater gestorben sei, der sich angeblich seinerzeit ebenso wie er entschlossen habe, auf dem beschädigten Schiff zu bleiben. Trotz einer erfolgreichen Reparatur habe Reinhardt den Heimkehrbefehl verweigert, um höhere wissenschaftliche Ziele erreichen zu können. Über das Schicksal der seither vermissten Crew gibt er sich ahnungslos.
Die Crew der Palomino wird von Reinhardt zunächst empfangen und bewirtet, während der sehr von sich überzeugte Wissenschaftler von seinen bisherigen Forschungserfolgen sowie seinen Plänen erzählt, die Cygnus zur Erforschung unbekannter Dimensionen durch das nahe Schwarze Loch zu manövrieren. Die Gäste beobachten jedoch im weiteren Verlauf merkwürdige Dinge, so einen hinkenden Androiden und eine Trauerfeier für einen anderen. Nach kleineren Streifzügen durch das riesige Schiff findet der Roboter VINCENT einen alten, heruntergekommenen Roboter ähnlicher Bauart, genannt B.O.B. L.F.28 (Bio sanitation Battalion Labor Force 28), kurz BOB, der ihm von den schrecklichen Machenschaften des Dr. Reinhardt berichtet. Dadurch erfährt die Crew, dass die Androiden in Wahrheit früher einmal die Crewmitglieder der Cygnus waren und Reinhardt sie vor 20 Jahren nach einer von McCraes Vater angeführten Meuterei gegen Reinhardts Verweigerung des Heimkehrbefehls in willenlose Kreaturen umgewandelt hat, wobei McCrae von ihm getötet wurde. Nachdem dies ans Tageslicht gekommen ist, will die entsetzte Mannschaft mit der Palomino fliehen, doch Harry Booth wird mit der Palomino bei dem Versuch, allein zu starten und zu entkommen, abgeschossen, wobei er die Cygnus rammt. Reinhardt, der seinem Wahnsinn nun völlig erlegen zu sein scheint, hetzt seine Roboter auf die Gäste. Alex Durant, der ursprünglich bei Reinhardt auf der Cygnus bleiben wollte, wird von Maximillian getötet, als er von Kate die Wahrheit über die Androiden erfährt und mit ihr fliehen will.
Bei der Flucht, während der Reinhardt den Flug der Cygnus durch das schwarze Loch einleitet, kann VINCENT den angreifenden Maximillian gefechtsunfähig machen. Die Cygnus wird von einem Meteoritenschauer getroffen und schwer beschädigt. Die übrigen Mitglieder können mit einer Forschungssonde entkommen, gehen mit dieser jedoch gegen ihren Willen auf den vorher von Reinhardt fest programmierten Kurs ins Schwarze Loch. Reinhardt wird von einem herabstürzenden Videopaneel eingeklemmt, und keiner der Androiden ist verstandesmäßig in der Lage, seine Situation zu erkennen und ihm zu helfen. Die Cygnus rast unkontrolliert ebenfalls in das schwarze Loch. Bei der Reise durch das schwarze Loch haben die Überlebenden der Palomino in der Sonde Visionen, unter anderem von dem durch das All treibenden Leichnam Reinhardts, der von Maximilian aufgefangen wird und mit ihm zu einer Art Höllenplanet verschmilzt. Schließlich gelangt das Schiff an unbekannter Stelle in den normalen Weltraum und fliegt auf einen erdähnlichen Planeten zu.

## Spezialeffekte
Die Messlatte für Spezialeffekte lag nach Krieg der Sterne sehr hoch. Für die Produktion von Das schwarze Loch wollte man deshalb von ILM das erste computergesteuerte Kamerasystem Dykstraflex ausleihen. Die Bedingungen waren aber inakzeptabel, so dass man kurzerhand ein eigenes System namens Automatic Camera Effects System (ACES) entwickelte. Kurioserweise war man damit dem ILM-System technisch überlegen, da man mit ACES auch vor Matte-Bildern mit beweglicher Kamera arbeiten konnte. Das Modell für das Raumschiff Cygnus war mit einer Länge von 3,66 m und einem Gewicht von 80 kg eines der größten, die jemals für einen Science-Fiction-Film gebaut wurden. Das Raumschiff wurde nach dem ersten entdeckten Schwarzen Loch Cygnus X-1 benannt. Die Helme von Dr. Reinhardts S.T.A.R.-Leibgarde waren sehr schwer und konnten kaum bewegt werden. Die Schauspieler, die die Roboter spielten, konnten keine Regieanweisungen vom Regisseur entgegennehmen. Daher musste alles vor einer Szene genau mit den Darstellern und den Stunt-Koordinatoren abgesprochen werden. Bis Roboter V.I.N.CENT. realistisch genug wirkte, mussten die Macher mehrere Effekte ausprobieren. Unter anderem wurde er an Fäden aufgehängt, was ihm allerdings keinerlei Bewegungsfreiheit bot. In mehreren Szenen sind die Fäden allerdings noch gut sichtbar.

## Kritiken
„Simple Story von der tapferen kleinen Mannschaft plus Roboter, die kämpft und schießt, eingerahmt von einem bunten Feuerwerk der Tricks und Special Effects.“

„Maximilian Schell wirkt als deutschstämmiger All-Herrscher namens Dr. Hans Reinhardt […] nicht diabolisch, sondern lächerlich.“

„Mäßig spannender Science-Fiction-Film, der sich durch seine Ansammlung von Elementen aus anderen Filmen als ein nach Verkaufsgesichtspunkten konstruiertes synthetisches Produkt erweist.“

„Regisseur Gary Nelson stattete seinen Weltraum-Schocker mit jeder Menge Fremdanleihen aus: von Kubricks ‚2001‘ bis zum ‚Krieg der Sterne‘, und daraus lässt sich ja immerhin etwas ganz Spannendes basteln.“

## Auszeichnungen
1980 erhielt der Film zwei Nominierungen für den Oscar. Frank V. Phillips wurde für die beste Kamera nominiert, Peter Ellenshaw, Art Cruickshank, Eustace Lycett, Danny Lee, Harrison Ellenshaw und Joe Hale für die besten visuellen Effekte.
Weitere Nominierungen erhielt der Film schon 1979 für den Saturn Award in den Kategorien Bester Science-Fiction-Film, Bestes Drehbuch, Beste Musik und Beste Spezialeffekte.
Auch für den Hugo Award bekam der Film 1980 eine Nominierung als best dramatic presentation.

## Synchronisation
Die Synchronisation entstand nach Dialogbuch und unter Dialogregie von Heinrich Riethmüller, der bereits für die Synchronisation anderer Disney-Filme verantwortlich war.
| Rolle              | Darsteller              | Synchronsprecher  |
| ------------------ | ----------------------- | ----------------- |
| Dr. Hans Reinhardt | Maximilian Schell       | Maximilian Schell |
| Capt. Dan Holland  | Robert Forster          | Thomas Danneberg  |
| Dr. Alex Durant    | Anthony Perkins         | Horst Schön       |
| Dr. Kate McCrae    | Yvette Mimieux          | Gisela Fritsch    |
| Harry Booth        | Ernest Borgnine         | Joachim Cadenbach |
| Lt. Pizer          | Joseph Bottoms          | Joachim Pukaß     |
| V.I.N.CENT.        | Roddy McDowall (Stimme) | Wolfgang Ziffer   |
| Bob                | Slim Pickens (Stimme)   | Hans Schwarz      |

## Medien
Super-8-Veröffentlichung
- Das schwarze Loch wurde als 120 m/color/Ton-Schnittfassung von Piccolo Film veröffentlicht. Als Komplettfassung erschien der Film auf Super 8 lediglich in Italien.

DVD-Veröffentlichung
- Das schwarze Loch. Walt Disney Home Entertainment, 2002.

Hörspiel
- Zum Start des Spielfilms in Deutschland wurde von der Firma Karussell zusammen mit Disney ein Hörspiel des Films auf Cassette und LP veröffentlicht.

## Soundtrack
- John Barry: The Black Hole & Howard the Duck. Original Motion Picture Soundtracks. Mask Records, Rom 1999, MK 703.

Die Titel des englischen Soundtracks
- Overture (2:27)
- Main Title (1:46)
- The Door Opens (3:38)
- Zero Gravity (5:53)
- Six Robots (1:59)
- Durant Is Dead (2:31)
- Start The Countdown (3:51)
- Laser (2:15)
- Into The Hole (5:00)
- End Title (2:34)

Am 23. August 2011 erschien auf dem US-Label Intrada in Zusammenarbeit mit Disney erstmals der komplette Soundtrack von John Barry auf CD.
Trackliste
- Overture (2:28)
- Main Title (1:49)
- That’s It (1:43)
- Closer Look (2:02)
- Zero Gravity (5:48)
- Cygnus Floating (2:06)
- The Door Opens (4:09)
- Pretty Busy (:48)
- Six Robots (1:57)
- Can You Speak? (1:19)
- Poor Creatures (1:41)
- Ready to Embark (:44)
- Start the Countdown (3:47)
- Durant Is Dead (2:31)
- Laser (1:01)
- Kate’s O.K. (2:49)
- Hot and Heavy (2:43)
- Meteorites (1:31)
- Raging Inferno (:54)
- Hotter and Heavier (1:59)
- Bob and V.I.N.C.E.N.T. (:54)
- Into the Hole (4:56)
- End Title (2:34)
- In, Through... And Beyond! (2:46)

## Comic
In den Vereinigten Staaten erschien zum Film eine Comicserie, die aus vier Heften bestand (Whitman Comics, veröffentlicht im Jahre 1980). Ursprünglich geplant waren allerdings sechs Ausgaben. Von der US-Nr. 4 gibt es nur eine Druckauflage von etwa 200 Stück, die dementsprechend teuer gehandelt werden. Die ersten beiden Hefte erzählen die Geschichte des Films nach. Die beiden anderen erzählen, wie es den Figuren des Films auf der anderen Seite des Schwarzen Lochs ergeht. Die Ausgaben 5 + 6 erschienen in den Vereinigten Staaten nie. Die Comic-Serie wurde 1980/81 auch auf Deutsch in drei Heften vom Egmont Ehapa Verlag veröffentlicht. Die US-Ausgaben 1 + 2 (Filmadaption) wurden hierzulande zu Band 1 der Heftserie zusammengefasst. Die Teile 3 bis 6 mit dem Titel Beyond the Black Hole wurden hier zu Band 2 und 3 zusammengefasst. Die deutsche Ausgabe ist damit vollständig, im Gegensatz zur US-Serie.